# Alarik I.
Alarik I. (got. Alareiks) je bio vizigotski kralj između 395. i 410. godine. Bio je prvi germanski vođa koji je osvojio Rim. Odigrao je značajnu ulogu u propasti Zapadnog Rimskog Carstva. Pripadao je dinastiji Balti. Rodio se oko 375. godine na Peuki, otoku koje se nalazi na delti Dunava. U vrijeme njegova rođenja, Vizigoti su živjeli na teritoriju današnje Bugarske, jer su pobjegli pred Hunima na južnu obalu Dunava pod vođstvom Fritigerna, a po dopuštenju rimskog cara Valensa.
Tijekom 4. stoljeća bilo je uobičajeno da rimski carevi unajmljuju saveznike koji su se zvali „federati“ - germanske paravojne snage pod rimskim zapovjedništvom koje su bile organizirane prema plemenskoj strukturi. Sporazumom sklopljenim 381. između Teodozija i Atanarika Vizigoti su postali „federati“ - rimski saveznici koji su služili u redovima rimskih legija, a zauzvrat im je dozvoljeno naseljavanje na području Rima uz veliku razinu autonomije.
Teodozije je umro 395. godine, a naslijedili su ga sinovi Arkadije i Honorije. Arkadije je naslijedio Istočno Rimsko Carstvo, a Honorije Zapadno Rimsko Carstvo. Arkadije se nije pokazao mnogo zainteresiranim za vladanje, a Honorije je još uvijek bio maloljetan, pa je u njegovo ime vladao "magister militum" Stilihon. Prema Edwardu Gibbonu, Alarik se nadao tituli vrhovnog vojskovođe (lat. Magister Militum) i bio odbijen. Među Vizigotima je vladalo nezadovoljstvo zbog pretrpljenih velikih gubitaka jer su ih Rimljani izlagali nepotrebnim opasnostima što je bio način da gotska plemena oslabe. Nakon bitki nagrade za vjerno služenje su izostajale, te su oni prema starom gotskom običaju popeli Alarika na štit i proglasili ga kraljem.
Prema nekim povjesničarima, Alarik je umro 410. godine od groznice. Naslijedio ga je njegov šurjak Ataulf.

## Vanjske poveznice
- Edward Gibbon, History of the Decline and Fall of the Roman Empire, Poglavlje 30  Arhivirana inačica izvorne stranice od 23. rujna 2004. (Wayback Machine) i Poglavlje 31  Arhivirana inačica izvorne stranice od 14. rujna 2004. (Wayback Machine).
- Legenda o Alarikovoj sahrani
- Alarik I.  Arhivirana inačica izvorne stranice od 2. lipnja 2007. (Wayback Machine)